# Передмістянська сільська рада
Передмістя́нська сільська́ ра́да — колишня адміністративно-територіальна одиниця та орган місцевого самоврядування в Чортківському районі Тернопільської області. Адміністративний центр — с. Передмістя.

## Загальні відомості
Передмістянська сільська рада утворена 2 березня 1990 року.
- Територія ради: 30,63 км²
- Населення ради: 843 особи (станом на 2001 рік)
- Територією ради протікає річка Вільховець

До 19 липня 2020 р. належала до Бучацького району.
11 грудня 2020 р. увійшла до складу Бучацької міської громади.

## Населені пункти
Сільській раді підпорядковані населені пункти:
- с. Передмістя
- с. Заліщики

## Географія
Передмістянська сільська рада межує з:
- Палашівською — на сході
- Язловецькою — на півдні
- Ріпинецькою — на півночі

## Склад ради
Рада складається з 16 депутатів та голови.
- Голова ради: Таняк Богдан Михайлович
- Секретар ради: Дмитренко Наталія Степанівна

### Керівний склад попередніх скликань
| Прізвище, ім'я, по батькові | Основні відомості                                                               | Дата обрання | Дата звільнення |
| --------------------------- | ------------------------------------------------------------------------------- | ------------ | --------------- |
| Таняк Богдан Михайлович     | Сільський голова, 1957 року народження, безпартійний                            | 26.03.2006   | 31.10.2010      |
| Таняк Богдан Михайлович     | Сільський голова, 1957 року народження, освіта середня спеціальна, безпартійний | 04.11.2010   |                 |

Примітка: таблиця складена за даними сайту Верховної Ради України

### Депутати
За результатами місцевих виборів 2010 року депутатами ради стали:

#### За суб'єктами висування
| Суб'єкт висування                                   | Кількість обраних депутатів | %    |
| --------------------------------------------------- | --------------------------- | ---- |
| Самовисування                                       | 9                           | 56,3 |
| Українська Народна Партія                           | 4                           | 25   |
| Політична партія Всеукраїнське об'єднання «Свобода» | 2                           | 12,5 |
| Українська соціал-демократична партія               | 1                           | 6,3  |

#### За округами
| № округу                                            | Прізвище, ім'я, по батькові  | Дата визнання обраним | Освіта             | Партійна приналежність                       | Відомості про обраного депутата |
| --------------------------------------------------- | ---------------------------- | --------------------- | ------------------ | -------------------------------------------- | ------------------------------- |
| Політична партія Всеукраїнське об'єднання «Свобода» |                              |                       |                    |                                              |                                 |
| 4                                                   | Шпіцер Олег Іванович         | 04.11.2010            | середня            | член Всеукраїнського об'єднання «Свобода»    |                                 |
| 14                                                  | Кручак Надія Василівна       | 04.11.2010            | середня            | член Всеукраїнського об'єднання «Свобода»    | д/с, кухар                      |
| Українська Народна Партія                           |                              |                       |                    |                                              |                                 |
| 1                                                   | Логуш Арсен Анатолійович     | 04.11.2010            | середня            | позапартійний                                | Інститут, студент               |
| 3                                                   | Пендзей Анатолій Романович   | 04.11.2010            | вища               | позапартійний                                |                                 |
| 7                                                   | Походенко Надія Стахівна     | 04.11.2010            | вища               | позапартійна                                 | с/р, бухгалтер                  |
| 8                                                   | Дмитренко Наталія Степанівна | 04.11.2010            | вища               | член Української Народної Партії             | с/р, секретар                   |
| Українська соціал-демократична партія               |                              |                       |                    |                                              |                                 |
| 2                                                   | Удудяк Іван Іванович         | 04.11.2010            | середня            | член Української соціал-демократичної партії |                                 |
| Самовисування                                       |                              |                       |                    |                                              |                                 |
| 5                                                   | Кавчак Віталій Зіновійович   | 04.11.2010            | середня спеціальна | позапартійний                                |                                 |
| 6                                                   | Гусениця Андрій Віталійович  | 04.11.2010            | середня            | позапартійний                                | інститут, студент               |
| 9                                                   | Подюк Михайло Прокопович     | 04.11.2010            | середня            | позапартійний                                |                                 |
| 10                                                  | Гальчук Ігор Романович       | 04.11.2010            | середня            | позапартійний                                |                                 |
| 11                                                  | Дмитренко Ігор Богданович    | 04.11.2010            | середня            | позапартійний                                |                                 |
| 12                                                  | Мазуркевич Любов Михайлівна  | 04.11.2010            | середня            | позапартійна                                 | с/р, замлеупорядчик             |
| 13                                                  | Машталір Оксана Михайлівна   | 04.11.2010            | середня спеціальна | позапартійна                                 | д/с, повар                      |
| 15                                                  | Савчук Галина Петрівна       | 04.11.2010            | середня            | позапартійна                                 | санаторій, санітарка            |
| 16                                                  | Непик Зіновій Іванович       | 04.11.2010            | середня            | позапартійний                                | пенсіонер                       |